# النوع في قواعد اللغة الهولندية
في اللغة الهولندية نوع الاسم مذكر أو مؤنث يحدد أدوات التعريف والنكرة، شكل الصفات والضمائر التي تستخدم للإشارة لهذا النوع. وتحديد النوع في الهولندية هو قضية صعبة وذات جدل لأن تحديد النوع يختلف عليه بعض الناس، وبالتالي يكون هناك خلاف حول تحديد نوع اسم بعينه.

## انظر ايضاً
- جنس اسم
- اللغة الهولندية
- قواعد اللغة الهولندية